# أندري كوزيريف
أندري فلاديميروفيتش كوزيريف (الروسية: Андре́й Влади́мирович Ко́зырев) (من مواليد 27 مارس 1951) هو سياسي روسي شغل منصب الوزير الأخير للاتحاد السوفياتي من أكتوبر 1990 وأول وزير للشؤون الخارجية للاتحاد الروسي في عهد الرئيس بوريس يلتسين، وبعد تفكك الاتحاد السوفياتي، من عام 1992 حتى يناير 1996، كان له الفضل في تطوير السياسة الخارجية لروسيا فور سقوط الاتحاد السوفياتي، على الرغم من أن الكثيرين في روسيا انتقدوه لكونه ضعيفًا وغير حازمًا بدرجة كافية في الدفاع عن المصالح الروسية في مواجهة الناتو في أماكن مثل عديدة مثل البوسنة والعراق.
مثَّل روسيا أثناء التوقيع على اتفاقية أوسلو الأولى، والتي تلقى من خلالها انتقادات من السياسيين والأحزاب القومية الروسية. تخرج من معهد موسكو الحكومي للعلاقات الدولية بدرجة دكتوراه في التاريخ قبل التحاقه بوزارة الخارجية السوفياتية عام 1974، وتقلد مناصب مختلفة فيها قبل أن يتم تعيينه وزيراً للخارجية.

## المسيرة المهنيّة
ولد كوزيريف في بروكسل بلجيكا عام 1951، والده كان مهندس سوفيتي. في 1969 عمل لمدة سنة في مصنع للآلات في منطقة كومونار، التحق بعدها بمعهد موسكو الحكومي للعلاقات الدولية، وهي مدرسة للدبلوماسيين تديرها وزارة الخارجية.

## انتقادات
يرى الأكاديمي الأسترالي الروسي غريم جيل أن فترة كوزيريف في وزارة الخارجية الروسية تُعد «ضعيف إلى حد ما».
بينما يجد أن مذكرات كوزيريف التي صدرت في عام 2019 تقدم "رؤى رائعة حول سياسة خارجية موسكو في وقت بدا فيه كل شيء ممكنًا، بما في ذلك، ربما روسيا مزدهرة روسيا ديمقراطية كانت المطلوب ترسيخها لدى الغرب. لقد طارد كوزيريف هذا الهدف مثل ذلك الطائر الناري للجنيّة في الحكايات الروسية، وبعدها وضعه عنوانٔا للكتاب، على الرغم من أنه على عكس بطل الحكاية الخيالية الروسية، لم ينجح في التقاطها. ولم يقترب منه أصلا.

## التقاعد والمذكّرات
قال كوزيريف بأنه مقتنع بأن «النظام الاستبدادي المناهض للغرب الذي أعاد بوتين فرضه لن يسود»، انتقل إلى الولايات المتحدة في عام 2010، وعاش على الأقل منذ عام 2015 في ميامي، حيث نشر في عام 2019 مذكرات عن عمله في مركز المؤامرة:
طائر النار (عنوان الكتاب): المصير المراوغ للديمقراطية الروسية (مقدمة بقلم مايكل ماكفول بيتسبرغ: مطبعة جامعة بيتسبرغ، 2019)
حذر كوزيريف جمهورًا من الدبلوماسيين عام 2014 من أن «الوعود الفارغة أسوأ من التهديدات الفارغة».
يشكو كوزيريف في مذكراته: «من أن الولايات المتحدة دفعت روسيا بقوة خارج أسواقها التقليدية (أي دول حلف وارسو) تاركة موسكو لتداوي جراحها وبيع الأسلحة والتكنولوجيا للأنظمة المارقة. بشكل عام، يشعر أن الغرب يفتقر إلى" شخصية من عيار ونستون تشرشل. "في التسعينيات كان من الممكن أن تساعد روسيا في الانتقال المحفوف بالمخاطر إلى الديمقراطية".
قال كوزيريف امام جمهوره في معهد جيمس أ. بيكر الثالث للسياسة العامة في عام 2020 إن رد أوباما على استفتاء عام 2014 حول وضع القرم والضم اللاحق لشبه جزيرة القرم من قبل الاتحاد الروسي كان «ضــعــيــفًـــا». يشعر كوزيريف أن: «بعض المشاكل في الشيشان تنبع من العلاقة الخاصة للإسلام الوهابي التي تتبناها المملكة العربية السعودية للمواطنين».
كتب كوزيريف رؤيته إلى حد ما في عام 2016 عن الفترة التي قضاها في الحكومة أنه: «في أسوأ الحالات: يمكن أن تكون هناك إعادة لكارثة يوغوسلافيا. حيث كانت المنطقة في نقطة تحول وللأسف على الرغم من النجاح الأولي فإن القوى التي تبنت الديمقراطية داخل الحكومة الروسية لم تنجح في مسعاها».
كان كوزيريف زميلًا متميزًا في معهد كينان التابع لمركز ويلسون في عام 2016..